# Laslo Babits
Laslo Babits (ur. 17 kwietnia 1958 w Oliver, zm. 12 czerwca 2013 w Vancouver) – kanadyjski lekkoatleta węgierskiego pochodzenia.

## Lata młodości
Był synem węgierskich emigrantów – Kalmana i Susan. Miał brata i siostrę. Ukończył Southern Okanagan Secondary School, a następnie zyskał stypendium Washington State University, na który uczęszczał w latach 1978-1984. W 1982 jako reprezentant tej uczelni zajął 2. miejsce w mistrzostwach NCAA, a rok później na tych samych zawodach był szósty.

## Kariera
W 1982 został srebrnym medalistą igrzysk Wspólnoty Narodów w rzucie oszczepem z wynikiem 84,88 m. Rok później w tej samej konkurencji zdobył złoto igrzysk panamerykańskich z wynikiem 81,40 m, a także odpadł w kwalifikacjach do mistrzostw świata, zajmując 16. miejsce (9. w swojej grupie eliminacyjnej) z wynikiem 74,16 m. W 1984 wystartował na igrzyskach olimpijskich, na których zajął 8. miejsce w rzucie oszczepem z wynikiem 80,68 m. Dwukrotny mistrz Kanady w rzucie oszczepem: z 1984 i 1985. Pod koniec lat 90. zakończył starty w zawodach. Próbował wrócić na Letnie Igrzyska Olimpijskie 1992, jednakże z powodu braku funduszy na treningi zrezygnował i rozpoczął przygotowania do igrzysk olimpijskich w 1996, na których także nie udało mu się wystartować, gdyż jego kariera została definitywnie zakończona przez wypadek samochodowy. Jego rekord życiowy wynosi 86,90 m, a ustanowił go w 1984.

## Życie po zakończeniu kariery
W 1989 rozpoczął zbieranie podpisów od każdej spotkanej osoby, próbując pobić rekord Guinnessa w największej liczbie zebranych podpisów. W 2001 po zatruciu grzybami przeszczepiono mu wątrobę. Niedługo później potrzebny był kolejny przeszczep, który jednak nie udał się. Zmarł 12 czerwca 2013 w Vancouver. Pogrzeb odbył się 20 lipca tegoż roku w kościele pw. Chrystusa Króla w Oliver.